# 邁恩海姆米爾巴赫河
49°01′50″N 10°51′04″E / 49.03065°N 10.85118°E
邁恩海姆米爾巴赫河（德語：Meinheimer Mühlbach），是德國的河流，位於該國東南部，由巴伐利亞負責管轄，屬於阿爾特米爾河的右支流，河道全長7公里，流經魏森堡-貢岑豪森縣。